# Cecilie Lolk Hjort
Cecilie Lolk Hjort (født 29. august 1984 i København) er en dansk digter og samfundsdebattør. Hendes værker handler blandt andet om nærheden mellem mennesker på trods af forskelligheden mellem dem. Hun har udgivet tekster i Hvedekorn, Ordkide og Spring og udgav i 2006 den fiktive brevsamling Små eksplosioner – Breve fra Josef på forlaget Spring. I 2010 udgav hun Noahs Ark på Forlaget Nulpunkt og Fremkaldelsen på Novelleforlaget, og i 2011 udgav hun punktromanen 69 på Forlaget Nulpunkt. I 2016 udgav hun det poetiske leksikon Sputnik 2 på Forlaget Ekbátana.